# Noah Gray-Cabey
Noah Gray-Cabay, född 16 november 1995 i Chicago, Illinois, är en amerikansk skådespelare och pianist.

## Bakgrund
Gray-Cabey föddes i Chicago men växte upp i Newry, Maine. Han blev först känd genom sitt pianospelande. Redan vid två års ålder började han spela och vid 4 års ålder började han uppträda. Vid 5 års ålder uppträdde han i Operahuset i Sydney tillsammans med en orkester och blev därmed den yngsta personen att ha uppträtt där. Vid 8 års ålder hade han blivit en erkänd ung musiker och har vid det här laget uppträtt i ett antal olika länder. Han var med på "Ripley's Believe It or Not" på grund av sin talang. Han är vad man skulle kunna kalla ett "underbarn".
Han började sin skådespelarkarriär 2003 då han fick rollen som Franklin Aloyisious Mumford i den amerikanska TV-serien "My Wife and Kids". Detta efter att folk från serien hade sett honom uppträda på "The Oprah Winfrey Show" och ansåg att han hade passat perfekt i rollen. Efter det har han gjort ett par gästroller i andra kända serier, bl.a. "CSI: Miami" och "Grey's Anatomy". Han medverkade även i filmen "Lady in the Water" och för tillfället är han aktuell i NBC:s succé TV-serie Heroes där han spelar rollen som Micah Sanders, ett begåvat barn med en speciell förmåga.

## A.I.M - Action in Music
A.I.M är ett projekt som Grey-Cabeys föräldrar startade. När de insåg vilken talang han hade i tidig ålder kom de överens att om han någonsin skulle bli känd skulle de använda det i syftet att göra något för andra. Idén med A.I.M är att hjälpa barn som har det svårt att utveckla sin talang och få chanser att spela konserter utomlands. Pengarna går sen till barnhem och sjukhus i de länderna. Han har spelat in en skiva tillsammans med sin familj där de spelar stycken av bland annat Haydn, Vivaldi och Bach. Skivan innehåller även uppträdande från när han var 5 år gammal.

## Filmografi
| År            | Titel             | Roll                      | Info                         |
| ------------- | ----------------- | ------------------------- | ---------------------------- |
| 2003          | My Wife and Kids  | Franklin Aloysius Mumford | Tv-serie, biroll (2003-2005) |
| 2004          | CSI: Miami        | Stevie Valdez             | Tv-serie, gästskådespelare   |
| 2006          | Grey's Anatomy    | Shawn Beglight            | Tv-serie, gästskådespelare   |
| 2006          | Ghost Whisperer   | Jameel Fisher             | Tv-serie, gästskådespelare   |
| 2006          | Lady in the Water | Joey Dury                 | Film                         |
| 2006          | Heroes            | Micah Sanders             | Tv-serie (2006-2008)         |
| 2015          | Heroes Reborn     | Micah Sanders             | Tv-serie (2015-              |
| Heroes reborn | Micah Sanders     | Tv-serie (2015-)          |                              |